# Campo Jal-Aca
Campo Jal-Aca är en ort i Mexiko.   Den ligger i kommunen Culiacán och delstaten Sinaloa, i den västra delen av landet, 1 000 km nordväst om huvudstaden Mexico City. Campo Jal-Aca ligger 22 meter över havet och antalet invånare är 106.
Terrängen runt Campo Jal-Aca är platt. Runt Campo Jal-Aca är det ganska tätbefolkat, med 155 invånare per kvadratkilometer. Närmaste större samhälle är El Rosario, 1,9 km väster om Campo Jal-Aca. Trakten runt Campo Jal-Aca består till största delen av jordbruksmark.